# Meriones arimalius
Meriones arimalius је врста глодара из породице мишева и потпородице гербила (лат. Gerbillinae). 

## Распрострањење
Врста има станиште у Оману и Саудијској Арабији.

## Станиште
Врста Meriones arimalius има станиште на копну.

## Угроженост
Ова врста није угрожена, и наведена је као последња брига јер има широко распрострањење.

### Популациони тренд
Популациони тренд је за ову врсту непознат.